# Stéphane Debaere
Stéphane Debaere, né le 1er janvier 1989 à Papeete (Polynésie française), est un nageur et mannequin français.

## Biographie
Stéphane Debaere naît le 1er janvier 1989 à Papeete, en Polynésie française. Il commence à nager dans sa ville natale puis part à 14 ans vers la métropole, où il fait ses études secondaires à Talence, en Gironde.

## Palmarès

### Jeux du Pacifique
- Jeux du Pacifique Sud de 2007 à Apia (Samoa)
  -  Médaille d'argent sur 50 m brasse
  -  Médaille de bronze sur 100 m brasse
  -  Médaille d'argent sur 4 x 100 m nage libre
  -  Médaille d'argent sur 4 x 200 m nage libre
  -  Médaille d'argent sur 4 x 100 m quatre nages
  -  Médaille d'argent sur 5 km en eau libre
- Jeux du Pacifique de 2015 à Port Moresby (Papouasie-Nouvelle-Guinée)
  -  Médaille d'argent sur 50 m nage libre
  -  Médaille d'argent sur 100 m nage libre
  -  Médaille d'argent sur 50 m brasse
  -  Médaille d'argent sur 50 m papillon
  -  Médaille d'or sur 4 x 100 m nage libre
  -  Médaille d'or sur 4 x 200 m nage libre
  -  Médaille d'or sur 4 x 100 m quatre nages

### Championnats de France
- Championnats de France en petit bassin 2011 à Angers
  -  Médaille d'argent sur 50 m brasse